# Armee Ligurien
Die Armee Ligurien (Armeeoberkommando Ligurien) war eine Kommandobehörde des Heeres der Wehrmacht in Norditalien gegen Ende des Zweiten Weltkrieges.

## Geschichte
Am 31. Juli 1944 erfolgte die Aufstellung unter dem italienischen Marschall Rodolfo Graziani, dem Verteidigungsminister der Repubblica Sociale Italiana und Oberbefehlshaber der weiter an deutscher Seite kämpfenden republikanisch-italienischen Streitkräfte. Es handelte sich um eine gemischte deutsch-italienische Kommandobehörde, die aus dem Stab der Armeeabteilung von Zangen in Norditalien gebildet worden war. Sie unterstand der Heeresgruppe C.
Von November 1944 bis Februar 1945 wurde sie infolge der Unterstellung der 14. Armee unter ihr Kommando auch als Armeegruppe Ligurien bezeichnet. Die Armee Ligurien kapitulierte am 2. Mai 1945. Der Chef des Generalstabs, Max Pemsel, hatte sich bereits Ende April 1945 in amerikanische Kriegsgefangenschaft begeben.

## Kommandeure
| Dienstzeit                    | Dienstgrad           | Name             |
| ----------------------------- | -------------------- | ---------------- |
| 31. Juli 1944 bis 2. Mai 1945 | Maresciallo d’Italia | Rodolfo Graziani |

| Dienstzeit                        | Dienstgrad   | Name         |
| --------------------------------- | ------------ | ------------ |
| 31. Juli 1944 bis 20. April 1945  | Generalmajor | Walter Nagel |
| 20. April 1945 bis 29. April 1945 | Generalmajor | Max Pemsel   |

| Dienstzeit                    | Dienstgrad | Name                        |
| ----------------------------- | ---------- | --------------------------- |
| 31. Juli 1944 bis 2. Mai 1945 | Oberst     | Raban Freiherr von Canstein |

## Gliederung
August 1944
- Generalkommando Lombardia: (4.) Alpini-Division "Monterosa" (it.), 42. Infanterie-Division
- Armeekorps Lieb: 34. Infanterie-Division, (3.) Alpini-Division "San Marco" (it.)
- LXXV. Armeekorps: 90. Panzergrenadier-Division, 148. Reserve-Division, 157. Reserve-Division
- zur Verfügung: 132. Infanterie-Division, 5. Gebirgs-Division

September 1944
- Generalkommando Lombardia: (4.) Alpini-Division "Monterosa" (it.), 232. Infanterie-Division
- Armeekorps Lieb: (3.) Alpini-Division "San Marco" (it.)
- LXXV. Armeekorps: 148. Reserve-Division, 157. Reserve-Division, 5. Gebirgs-Division
- zur Verfügung: 34. Infanterie-Division, it. SS-Brigade

Oktober 1944
- Generalkommando Lombardia: (4.) Alpini-Division "Monterosa" (it.), 232. Infanterie-Division, (3.) Alpini-Division "San Marco" (it.)
- LXXV. Armeekorps: 34. Infanterie-Division, 157. Reserve-Division, 5. Gebirgs-Division
- zur Verfügung: 148. Reserve-Division, it. SS-Brigade

November 1944
- 14. Armee
- LXXV. Armeekorps: 34. Infanterie-Division, 157. Reserve-Division, 5. Gebirgs-Division
- zur Verfügung: it. SS-Brigade, (2.) Alpini-Division (it.)

Dezember 1944
- 14. Armee
- LXXV. Armeekorps: (2.) Alpini-Division (it.), 34. Infanterie-Division, 157. Reserve-Division, 5. Gebirgs-Division
- zur Verfügung: it. SS-Brigade, 162. Infanterie-Division

Januar 1945
- 14. Armee
- Generalkommando Lombardia: (3.) Alpini-Division "San Marco" (it.)
- LXXV. Armeekorps: (2.) Alpini-Division (it.), 34. Infanterie-Division, 5. Gebirgs-Division
- zur Verfügung: it. SS-Brigade, 162. Infanterie-Division

Februar 1945
- 14. Armee
- LXXV. Armeekorps: 34. Infanterie-Division, 5. Gebirgs-Division
- zur Verfügung: 162. Infanterie-Division

März 1945
- Generalkommando Lombardia: Festungs-Brigade 135
- LXXV. Armeekorps: 34. Infanterie-Division, 5. Gebirgs-Division

April 1945
- Generalkommando Lombardia: Festungs-Brigade 135, (3.) Alpini-Division "San Marco" (it.)
- LXXV. Armeekorps: (2.) Alpini-Division (it.), 34. Infanterie-Division, 5. Gebirgs-Division
- zur Verfügung: (4.) Alpini-Division (it.)